# Parti travailliste gallois
Pour les articles homonymes, voir Labour (homonymie), Llafur (homonymie) et Parti travailliste. Pour le parti national, voir Parti travailliste (Royaume-Uni).
Le Parti travailliste gallois (« Welsh Labour » en anglais) ou le Parti travailliste du pays de Galles (« Llafur Cymru » en gallois), plus couramment abrégé en Labour ou en Llafur, est la branche régionale du Parti travailliste, formation politique britannique, œuvrant au pays de Galles depuis 1947. Classé au centre gauche de l’échiquier politique, il prône l’unionisme vis-à-vis du Royaume-Uni et défend le dévolutionnisme.
Le Labour constitue la première force politique galloise depuis sa fondation et dirige l’exécutif dévolu au pays de Galles depuis la création de l’assemblée nationale pour le pays de Galles en 1999. Représenté par 30 membres du Senedd au Parlement gallois et par 22 membres du Parlement à la Chambre des communes, il est dirigé depuis 2024 par Vaughan Gething, à la suite de la démission de Mark Drakeford. Carolyn Harris assume la fonction de vice-chef également depuis 2018.

## Histoire

### Origines
Les idées socialistes s’implantent au pays de Galles à la fin du XIXe siècle, notamment au travers de la création en 1890 de la Fabian Society de Cardiff par Arthur Charles Edward Parr. Quelques années plus tard, en 1893, le Parti travailliste indépendant (Independent Labour Party en anglais, abrégé en ILP) est formé par James Keir Hardie et s’organise par la suite en sections dans les villes de Merthyr Tydfil, de Briton Ferry ou encore de Swansea. Candidat du Labour Representation Committee, une organisation affiliée à l’ILP, James Keir Hardie se présente dans la circonscription galloise de Merthyr Tydfil et devient membre du Parlement à la suite du scrutin général de 1900.

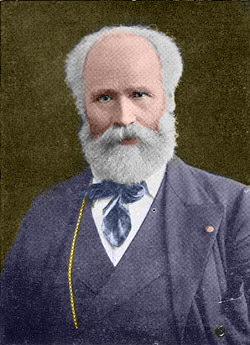
James Keir Hardie (1856-1915), premier chef d’un parti socialiste.

L’année 1908 marque un tournant au pays de Galles. En effet, l’affiliation de la South Wales Miners’ Federation (en) au Parti travailliste fait cette formation politique la force socialiste galloise majeure. À partir des élections générales de 1922, les travaillistes remportent plus de la moitié des sièges au pays de Galles aux dépens du Parti libéral. Toutefois, en dépit du fait qu’il soit la force politique dominante au pays de Galles dans les années 1920 et 1930, les travaillistes du pays de Galles ne s’organisent pas en une entité unitaire et sont dispersés dans de multiples structures, dont la principale est le conseil régional des Galles-du-Sud du Parti travailliste (South Wales Regional Council of Labour en anglais, abrégé en SWRCL), créé en 1937,,.

### Création d’une branche pourvoyeuse de sièges à Westminster
Cliff Prothero, secrétaire général du conseil régional des Galles-du-Sud du Parti travailliste depuis 1944, parvient à unir les différentes entités travaillistes du pays de Galles à la fin des années 1940. Entretenant de bonnes relations avec les chefs travaillistes du nord du pays de Galles, il provoque la fusion du SWRCL avec la fédération travailliste des Galles-du-Nord (North Wales Labour Federation, abrégée en NWLF) au sein d’un conseil régional gallois du Parti travailliste (Welsh Regional Council of Labour, abrégé en WRCL) en avril 1947,,.
À partir des élections générales de 1950, la branche galloise du Parti travailliste détient 27 des 36 sièges du pays de Galles à la Chambre des communes. Elle les conserve à toutes les élections suivantes jusqu’à celles de 1959. En décembre de cette même année, le conseil abandonne l’intitulé « régional » et devient le conseil gallois du Parti travailliste (Welsh  Council of Labour, abrégé en WCL),.
Dans les années 1960, la branche modernise son organisation, poussée par l’essor de Plaid Cymru, vainqueur d’une élection partielle à Carmarthen en 1966, et performant dans les élections partielles de Rhondda West (1967) ou encore de Caerphilly (1968). Électoralement, une poussée du vote en faveur des travaillistes gallois voit le nombre de membres du Parlement passer de 28 (en 1964) à 32 (en 1966). Au milieu de la décennie, le Parti travailliste gallois se convertit au dévolutionnisme mais une partie des membres gallois du Parlement à Westminster — élue pour l’essentiel dans le sud-est industrialisé du pays de Galles — s’y oppose,,.
Emyrs Jones, secrétaire général de la branche dans les années 1960 et 1970, structure de façon plus importante le conseil gallois. Toutefois, lorsqu’il quitte la direction du mouvement, le parti fait marche arrière et redevient une simple succursale du Parti travailliste au pays de Galles. La formation connaît une phase de déclin électoral dans les années 1970 — tombant à 22 des 36 sièges détenus en 1979 — malgré son statut de premier parti en nombre de voix au pays de Galles. Le conseil gallois est par ailleurs rebaptisé en Parti travailliste au pays de Galles (Labour Party in Wales, abrégé en LPW) en mai 1975. Aux élections générales de 1983, la branche galloise du Parti travailliste passe pour la première fois sous la barre des 40 % du vote populaire et seulement 20 des 38 sièges réservés au pays de Galles à la Chambre des communes. Neil Kinnock, un anti-dévolutionniste notoire, est élu chef du parti à Londres cette même année,,,,.

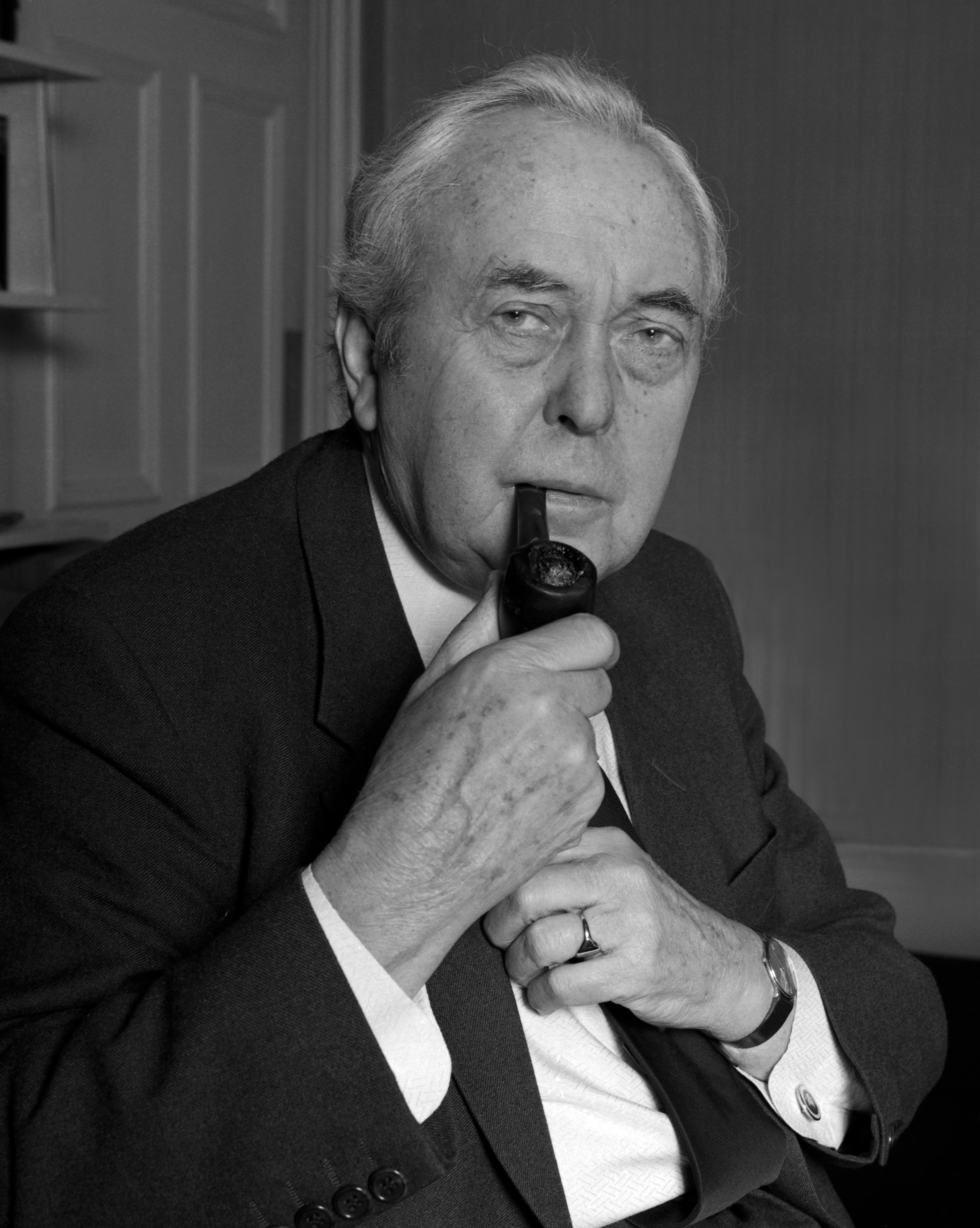
Harold Wilson (1916-1995), chef du Parti travailliste à partir de 1963 et premier ministre de 1964 à 1970 puis de 1974 à 1976.

Dès la fin des années 1980, le Parti travailliste du pays de Galles s’engage dans une phase ascendante qui atteint un pic lors des élections générales de 1997 et de 2001, scrutins au cours desquels 85 % des représentants gallois élus au Parlement ont l’étiquette du Labour (34 des 40 sièges). Depuis les élections de 2005, le nombre de membres du Parlement appartenant au Parti travailliste gallois est en diminution constante d’élections en élections en excluant le sursaut du scrutin de 2017. En 2019, le nombre de sièges dévolus aux travaillistes gallois tombe à 22 des 40 sièges du pays de Galles.

### Conversion des instances nationales au projet de dévolution
Après la Seconde Guerre mondiale, les travaillistes promettent la création d’un poste de ministre des Affaires galloises (Minister for Welsh Affairs en anglais) au sein du gouvernement dès 1945 mais la fonction ne voit le jour qu’en 1951. Toutefois, son rôle est limité et il apparaît comme secondaire au sein de la structure gouvernementale. Au retour au pouvoir des travaillistes en 1964, le poste du ministre devient celui du secrétaire d’État pour le Pays de Galles (Secretary of State for Wales en anglais) et, en 1965, une administration est créée pour l’assister : le Bureau gallois voit alors le jour.
Face à la poussée des nationalismes en Écosse et au pays de Galles, le premier ministre travailliste Harold Wilson institue en 1968 la commission royale sur la constitution, dite « commission Kilbrandon », afin d’envisager des propositions quant à la dévolution du pouvoir. Cependant, les mesures suggérées en 1973 ne sont pas adoptées par le gouvernement. Au retour au pouvoir en 1974 dans le cadre d’un parlement minoritaire, les travaillistes ont besoin de l’appui de petites formations politiques — Plaid Cymru et le Parti national écossais entre autres — et misent alors sur la dévolution. Le projet de création d’une assemblée galloise est soumis au référendum en 1979 mais il est rejeté par une grande majorité de Gallois.

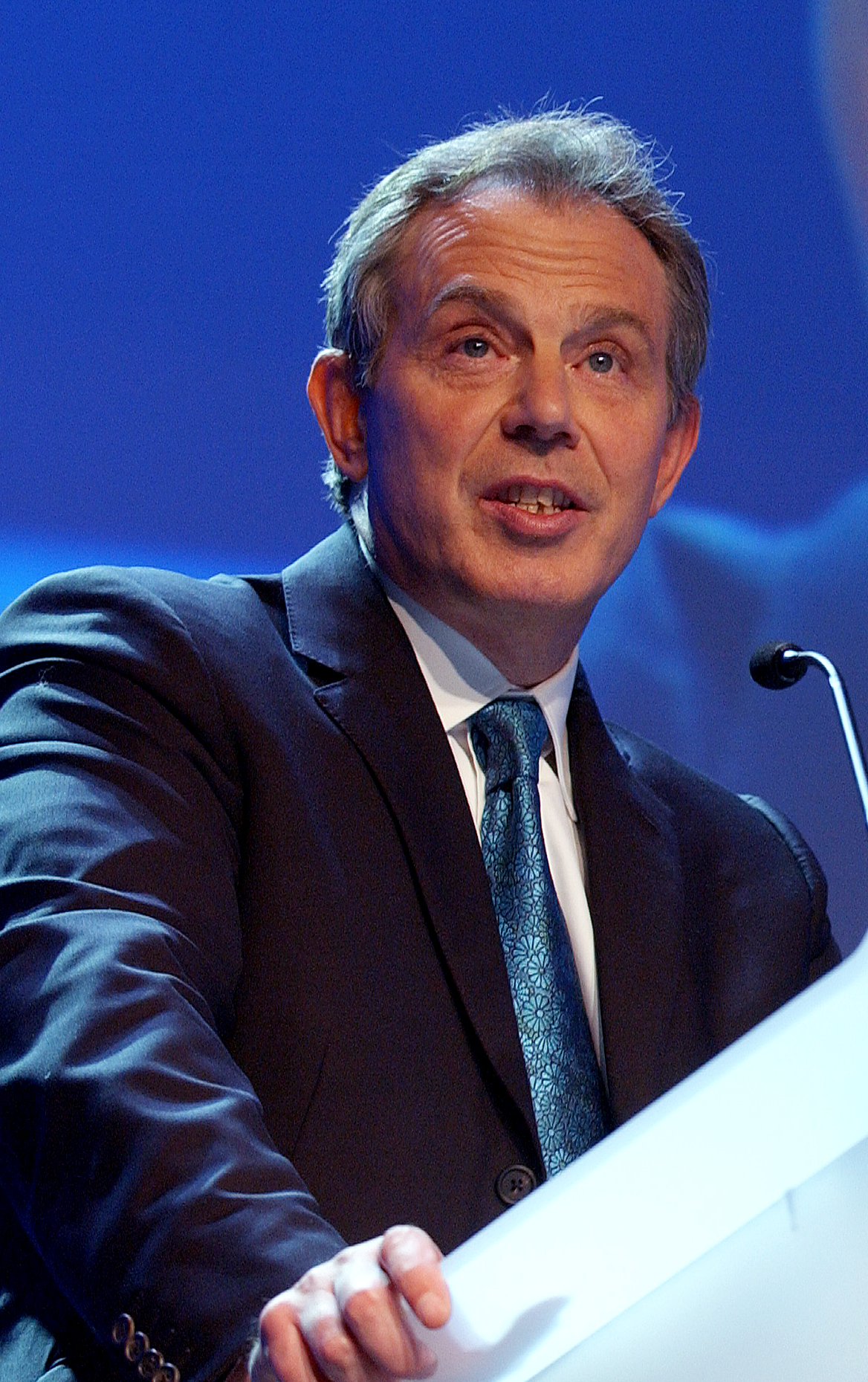
Tony Blair (1953), chef du Parti travailliste à partir de 1994 et premier ministre en 1997.

Comme indiqué dans le programme du Parti travailliste, Tony Blair s’engage dès 1997 dans la mise en place de projets de dévolution en Écosse et au pays de Galles d’après un modèle dit « asymétrique » tenant compte des particularités locales, avec un Parlement écossais avec de plus larges pouvoirs que l’assemblée nationalepouru pays de Galles. Le projet de dévolution est adopté de justesse par les Gallois dans le cadre du référendum de 1997, et, l’année suivante, le Government of Wales Act 1998 est promulgué. Les premières élections des institutions dévolues sont prévues en 1999.

### Ère de la dévolution

#### Débuts chaotiques (1998-2000)
En septembre 1998, une élection pour désigner le chef de file du Parti travailliste du pays de Galles est organisée et remportée par Ron Davies, secrétaire d’État pour le Pays de Galles dans le gouvernement de Tony Blair, présenté comme l’« architecte de la dévolution ». Il renonce toutefois le mois suivant à cette position à la suite d’un scandale sexuel. Son remplaçant, « imposé » par les instances du parti à Londres, Alun Michael, le nouveau secrétaire d’État pour le Pays de Galles, est élu chef de file le 20 février 1999 après son inscription comme candidat sur une liste régionale le 21 décembre 1998,,.
Alun Michael remporte les élections de 1999 de l’assemblée nationale pour le pays de Galles et se voit confier le rôle de premier secrétaire de l’Assemblée le 12 mai 1999. Cependant quelques mois plus tard, contre toute attente, contesté et en crise de légitimité, il démissionne de sa position de chef de cabinet et de sa fonction de chef de parti le 9 février 2000 ; Rhodri Morgan, son secrétaire au Développement économique, lui succède en tant que premier secrétaire intérimaire et prend la tête du parti le 11 février suivant,.

#### Direction de Rhodri Morgan (2000-2009)
Une des premières mesures prises par Rhodri Morgan en tant que chef de parti est de faire de la branche galloise du Parti travailliste un véritable parti gallois, distingué du Parti travailliste œuvrant à Westminster. Pour ce faire, à l’issue de la conférence annuelle de 2000, il fait en sorte de changer l’image du parti en insistant sur sa dimension galloise : le Parti travailliste du pays de Galles devient le Parti travailliste gallois, avec le slogan du « Vrai parti du pays de Galles »,.
Étant donné que le Labour est minoritaire à l’Assemblée, Rhodri Morgan forme à partir d’octobre 2000 un cabinet de partenariat avec les démocrates libéraux. Il prend à cette occasion le titre de premier ministre (First Minister en anglais) et réserve à Mike German, chef des démocrates libéraux, celui de vice-premier ministre. L’influence des Lib Dems reste secondaire dans la politique menée par Rhodri Morgan mais ceux-ci obtiennent la mise en place de deux de leurs promesses électorales : la gratuité des musées et la diminution des frais d’inscription à l’université pour les étudiants,,.

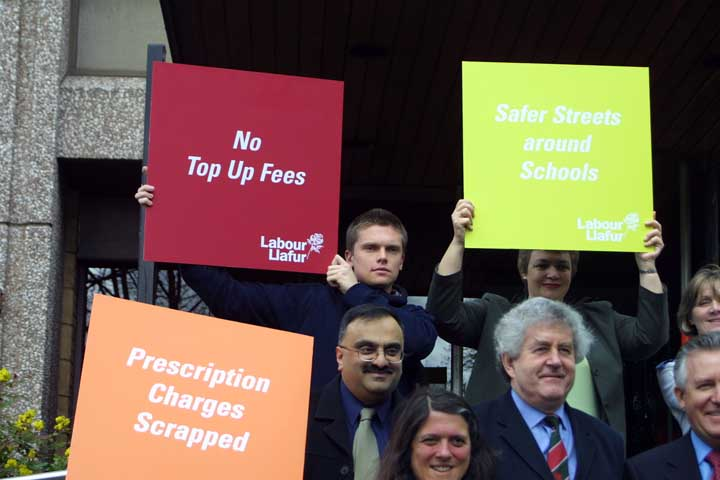
Rhodri Morgan (1939-2017) manifestant en 2003 contre l’augmentation de frais pour les étudiants, une décision des travaillistes à Westminster.

Dans le Clear Red Water Speech (le « discours de l’eau claire rouge ») prononcé le 11 décembre 2002 à l’université de Swansea, Rhodri Morgan prend ses distances avec les politiques du New Labour menées par Tony Blair à Westminster, notamment dans les matières dévolues comme la santé et l’éducation. À cette occasion, il promeut les valeurs du travaillisme qu’il considère traditionnelles et souhaite leur apporter une couleur galloise. Une distinction est ainsi opérée entre le Parti travailliste, favorable à l’économie de marché ou encore à la dimension concurrentielle, et le Parti travailliste gallois, œuvrant pour la coopération et les communautés au pays de Galles.
À l’assemblée nationale pour le pays de Galles, Rhodri Morgan pousse à la distinction entre le cabinet et la législature. À partir de février 2002, il procède dans les faits à la séparation claire entre le pouvoir exécutif détenu par le cabinet, auto-renommé « gouvernement de l’Assemblée galloise », et le pouvoir législatif, c’est-à-dire l’Assemblée elle-même. Juridiquement parlant, cette division des rôles n’est opérée qu’au sens du Government of Wales Act 2006, entré en vigueur à la suite des élections de 2007.
Pour les élections de 2003, le Parti travailliste gallois publie son propre manifeste, distinct du parti à Londres. Rhodri Morgan gagne ce scrutin de façon plus prononcée qu’en 1999 en remportant 30 des 60 sièges de l’Assemblée ; il se fait réélire premier ministre et gouverne désormais seul, sans le soutien des démocrates libéraux. Sous cette mandature, après la publication des recommandations de la commission Richard sur les pouvoirs de l’Assemblée en 2004, les membres de l’Assemblée adoptent une résolution pressant le gouvernement britannique d’adopter une nouvelle loi du Parlement sur la dévolution au pays de Galles,.
Les élections de 2007 sont le pire résultat électoral pour le Parti travailliste gallois. Bien qu’il détienne 26 membres de l’Assemblée, il est contraint de s’allier à une autre formation politique pour espérer former un gouvernement. Le One Wales (en), un accord de coalition avec Plaid Cymru conclu par Rhodri Morgan, est approuvé par les instances partisanes en juillet 2007. Une des dispositions phares de la coalition est le tenue d’un référendum pour élargir les pouvoirs de l’Assemblée d’ici la fin de la législature en 2011,,.

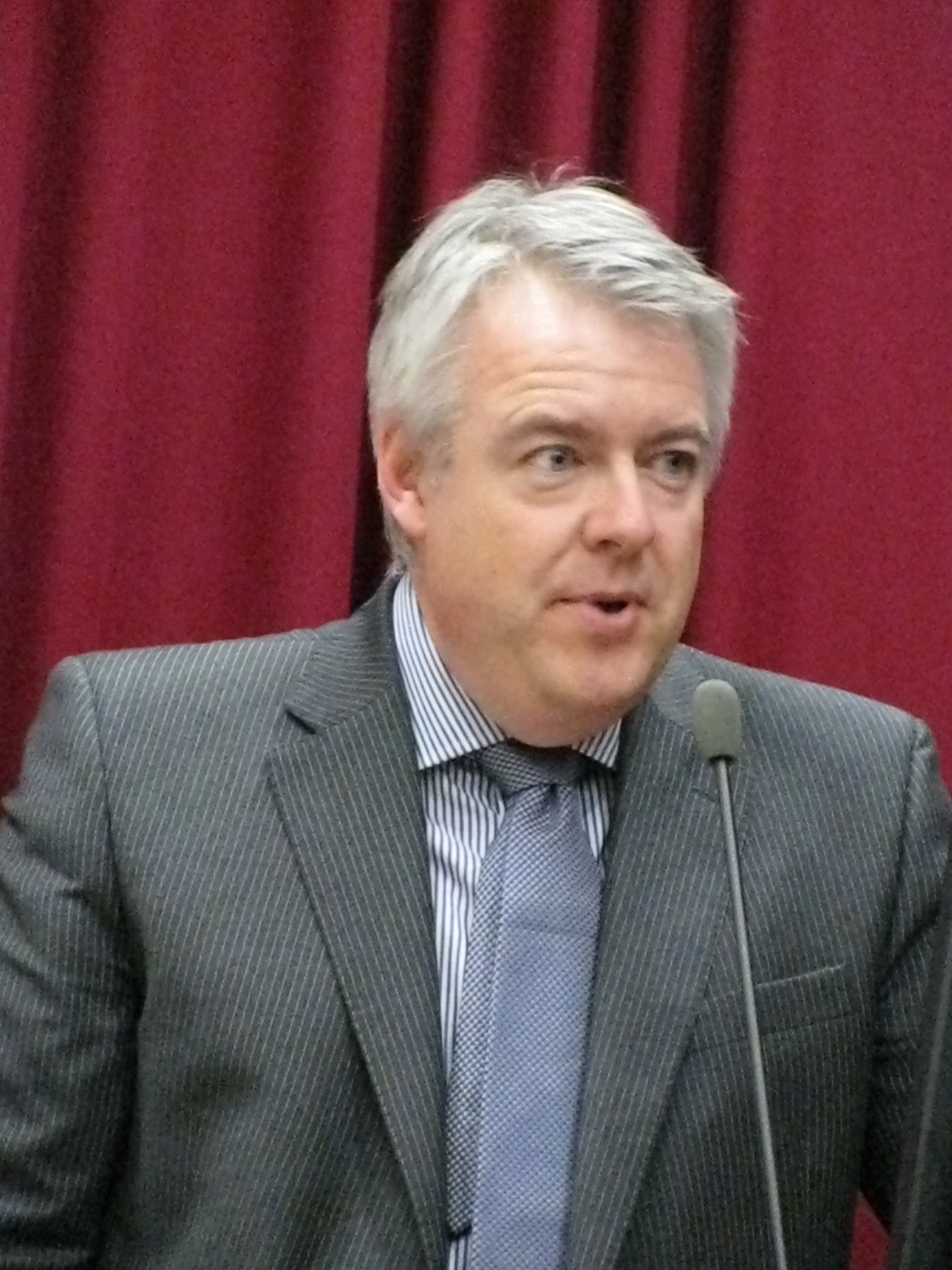
Carwyn Jones (1967), chef du parti et premier ministre entre 2009 et 2018.

Comme il l’avait annoncé en juillet 2005, Rhodri Morgan indique qu’il abandonnera prochainement son poste de premier ministre et son rôle de chef de parti le 1er octobre 2009. Cette annonce est suivie d’une course à la direction du mouvement, remportée le 1er décembre 2009 par son ministre Carwyn Jones, qui lui succède à la tête du gouvernement le 9 décembre suivant,,,.

#### Direction de Carwyn Jones (2009-2018)
Poursuivant l’accord de coalition signé deux ans plus tôt, Carwyn Jones nomme un gouvernement qui reprend des membres de Plaid mais également ses adversaires dans la course à la direction du Parti travailliste gallois. Il doit donc faire organiser le référendum sur l’approfondissement de la dévolution. Après les élections générales de 2010, le chef du Parti travailliste gallois est le plus haut responsable politique travailliste à l’échelle du Royaume-Uni. En effet, à Londres, les travaillistes ont subi une défaite électorale ; le conservateur David Cameron dirige à la suite du scrutin un gouvernement engagé par un accord de coalition avec les démocrates libéraux acceptant notamment l’idée de la tenue d’une consultation référendaire galloise prévue pour mars 2011,.
Carwyn Jones s’engage comme le parti dans le camp du « oui » en soutenant la campagne Yes for Wales à partir de janvier 2011. Le référendum se traduit par la victoire des dévolutionnistes avec plus de 60 % des voix exprimées mais une abstention très élevée puisque seuls 35 % des électeurs se sont déplacés pour prendre part au scrutin. Quelques semaines plus tard, les élections de l’Assemblée de 2011 voient la plus large victoire jamais enregistrée par le Labour en termes de votes populaires tandis que les nationalistes de Plaid perdent de nombreux suffrages et s’essoufflent électoralement,,,.
À l’entrée en fonction de la législature, Carwyn Jones est reconduit dans sa position de chef de gouvernement, fort de son contingent de 30 membres travaillistes à l’assemblée nationale pour le pays de Galles. Comme Rhodri Morgan en 2003, il dirige désormais seul l’exécutif et décide de renommer le « gouvernement de l’Assemblée galloise » en « Gouvernement gallois » dès la formation du cabinet. Parallèlement, à Londres, une commission sur la dévolution au pays de Galles (en) est établie par le gouvernement britannique, traduite par une nouvelle loi, le Wales Act 2017, limitée et cantonnée à la dévolution des matières fiscales devant être soumises à référendum,,.
Présenté comme un « général chanceux », il parvient à maintenir le Parti travailliste gallois comme la principale force au pays de Galles à l’occasion des élections de 2016 en raflant 29 des 60 sièges de l’Assemblée. Toutefois, il n’est pas reconduit premier ministre à la mise en place de la législature puisqu’il acquiert le même nombre de voix que Leanne Wood, chef de Plaid Cymru. Il conclut alors une entente avec les nationalistes lui permettant d’être de nouveau élu chef du gouvernement. Aussi, afin de détenir une majorité technique, il fait entrer dans son gouvernement la seule membre de l’Assemblée démocrate libérale afin de s’assurer de son soutien,.
Connu pour ses positions en faveur l’union politique britannique, notamment en 2013 lorsqu’il se montre hostile à une indépendance de l’Écosse en vue du référendum à venir, Carwyn Jones et les travaillistes gallois tardent à s’engager dans la campagne du référendum de 2016 sur l’appartenance du Royaume-Uni à l’Union européenne, envisageant le scrutin davantage comme un débat interne aux conservateurs. À l’inverse des formations politiques institutionnelles du pays de Galles largement europhiles, les électeurs gallois approuvent majoritairement la sortie de l’Union européenne, notamment la classe ouvrière traditionnellement favorable aux travaillistes,,.

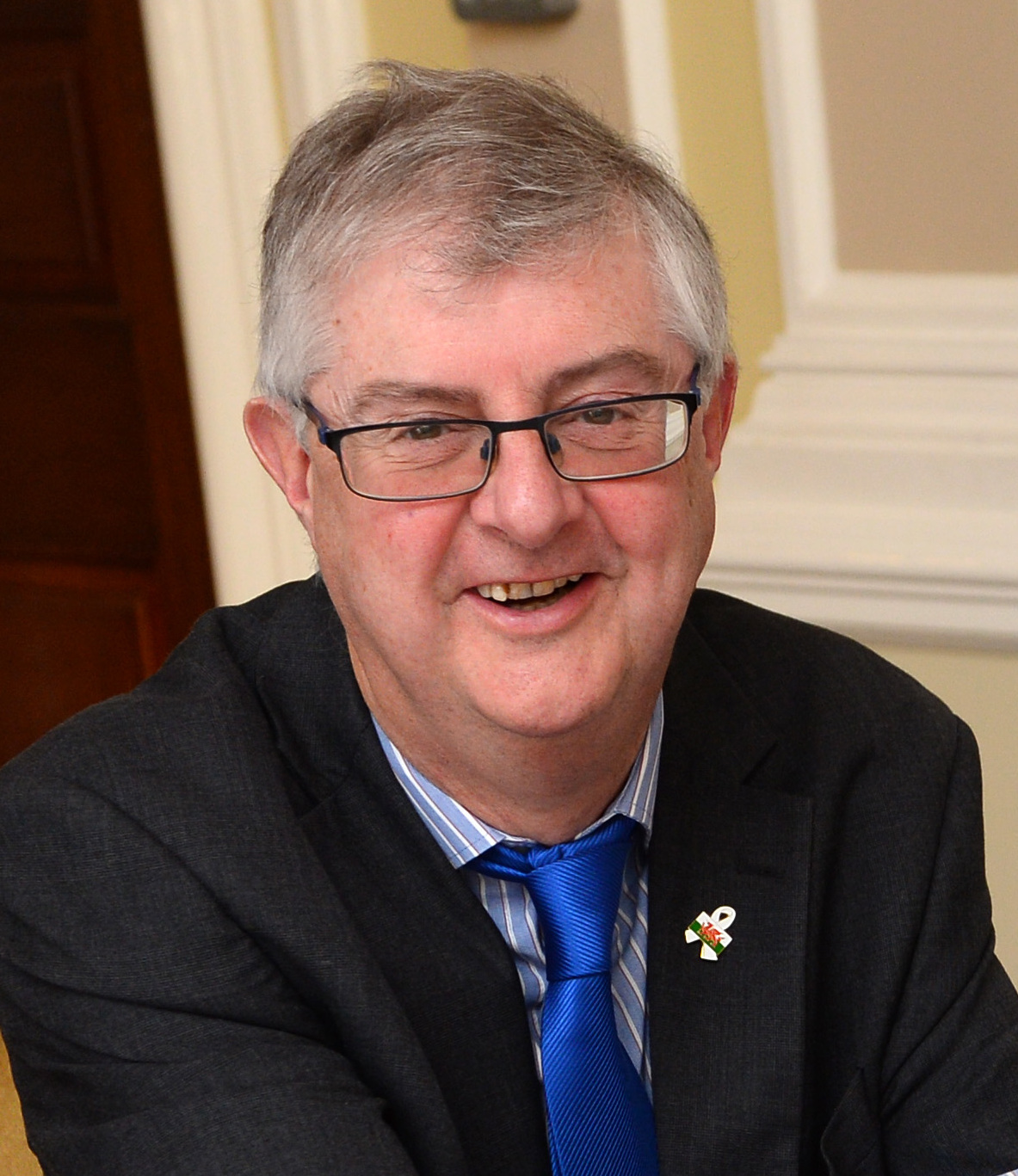
Mark Drakeford (1954), chef du parti et premier ministre depuis 2018.

En 2017, Carwyn Jones procède à un remaniement de son équipe ministérielle dans lequel il destitue son ministre Carl Sargeant sur la base d’allégations sur son comportement. Quelques jours plus tard, la mort de ce dernier provoque des appels à la démission de Carwyn Jones. Touché par plusieurs enquêtes à propos du limogeage du ministre, Carwyn Jones annonce qu’il quittera la direction du parti à l’automne. Une élection pour la direction du Parti travailliste gallois est alors organisée et remportée le 6 décembre 2018 par Mark Drakeford, son secrétaire aux Finances,,,,.

#### Direction de Mark Drakeford (2018-2024)
Le 12 décembre 2018, Mark Drakeford est élu premier ministre par les membres de l’Assemblée. Dans la lignée de Jeremy Corbyn, le chef du Parti travailliste à Londres, il se positionne à gauche du mouvement. Pourtant, le gouvernement qu’il nomme s’inscrit davantage dans la continuité que dans la rupture avec son prédécesseur puisqu’il maintient à leurs postes des personnalités connues pour leur Corbynscepticism, c’est-à-dire leur hostilité à la politique promue par Jeremy Corbyn. En outre, ses concurrents dans la course à la direction du parti sont tous intégrés dans des positions majeures au sein de son cabinet,.
En 2019, Mark Drakeford, le gouvernement et les représentants travaillistes au Senedd apportent leur soutien un projet de loi présenté par la commission de l’assemblée nationale pour le pays de Galles visant à modifier l’appellation de la législature l’année suivante. Ainsi, le Senedd and Elections (Wales) Act 2020, promulgué en janvier 2020, entre en vigueur le 6 mai 2020 et transforme l’Assemblée en Parlement gallois. À cette occasion, le premier ministre salue cette évolution en indiquant : « Aujourd’hui, l’assemblée nationale pour le pays de Galles devient le Senedd. Ce changement signifie bien plus qu’un nouveau nom. C’est la reconnaissance selon laquelle le pays de Galles, défini par sa population, est en train de construire son propre futur,,. »
Dans la lignée de ses annonces une fois élu premier ministre, il indique en juillet 2020 que, bien qu’il dirigera les travaillistes gallois aux élections générales du Senedd de 2021, il n’accomplira pas son rôle de chef de gouvernement jusqu’à la fin de son mandat, avec en ligne de mire l’atteinte des 70 ans. Aussi, il considère qu’il devra laisser place à une nouvelle génération de responsables politiques pour prendre les manettes du parti.

## Statut

### Branche locale du Parti travailliste
Le Parti travailliste gallois est la branche locale du Parti travailliste au pays de Galles bien qu’il détienne une structure et des organes de prise de décision distincts du parti national. À ce titre, il n’est pas enregistré comme une entité séparée par la Commission électorale au sens du Political Parties, Elections and Referendums Act 2000 (en). En outre, le secrétaire général du Parti travailliste gallois est responsable devant le secrétaire général et le comité exécutif du parti national,.
Le comité exécutif national (National Executive Committee en anglais, abrégé en NEC) et les plus hauts responsables du Parti travailliste sélectionnent, rémunèrent et dirigent le personnel de la branche galloise dans le siège du parti local malgré les demandes des branches d’une plus large dévolution dans l’organisation locale des structures internes. Toutefois, les conseillers spéciaux et le personnel des groupes politiques sont financés sur le budget des ministres ou des représentants locaux affiliés au Labour.

Organisation schématique du Parti travailliste gallois.

### Organes du Parti travailliste gallois

#### Comité exécutif gallois
Le comité exécutif gallois (Welsh Executive Committee, abrégé en WEC) comprend des représentants les partis travaillistes de circonscription (en) (Constituency Labour Parties en anglais, abrégés en CLPs), les syndicats, divers comités, le Parti coopératif local, le Gouvernement gallois ou encore les membres du Parlement locaux. À ceux-ci s’ajoutent des membres ex officio n’ayant pas le droit de vote.
Le WEC dispose d’une autonomie dans la formulation des politiques liées aux compétences dévolues au Parlement gallois ainsi dans la nomination des candidats aux élections du Senedd. Il constitue le principal organe décisionnel du Parti travailliste gallois.

#### Forum de politique gallois
En 1997, des réformes internes intitulées Partnership in Power sont menées au sein du Parti travailliste. Tandis que les prérogatives du comité exécutif national et de sa conférence annuelle sont transférées au forum national de politique (National Policy Forum en anglais, abrégé en NPF), l’Écosse et le pays de Galles obtiennent la création de leurs propres forums, respectivement le forum écossais de politique (Scottish Policy Forum en anglais, abrégé en SPF) et le forum gallois de politique (Welsh Policy Forum en anglais, abrégé en WPF). Ceux-ci sont responsables des politiques menées dans les nouvelles organisations créées par la dévolution du pouvoir que sont le Parlement écossais et l’assemblée nationale pour le pays de Galles.
Il supervise le processus d’élaboration des politiques et se constitue de représentants des partis travaillistes de circonscription et des organisations affiliées.

#### Conférence annuelle du Parti travailliste gallois
La conférence annuelle du Parti travailliste gallois (Welsh Labour Annual Conference en anglais) est l’ultime instance de décision, constituée de délégués réunis tous les ans. Elle doit approuver en lecture finale les politiques adoptées par les autres instances du parti. Ses délégués sont issus des partis travaillistes de circonscription (en), des syndicats affiliés au parti nationalement, des sociétés socialistes affiliées au parti nationalement, du Parti coopératif, et d’autres organisations jugées éligibles,.

### Prises de décisions politiques galloises
Le processus gallois de prise de décision politique s’articule autour de trois étapes essentielles.
Dans un premier temps, des documents de situation émanant des partis travaillistes de circonscription (en), des forums locaux de politique et affiliés sont envoyés pour consultation. Ils sont considérés par les commissions de politique, organes comprenant les ministres, les représentants du WEC, le forum régional de politique et un représentant élu (un membre du Parlement ou un conseiller).
Ensuite, les commissions de politique sont chargées de formuler de nouveaux documents pour la conférence annuelle, eux aussi envoyés pour consultation. Les réponses issues de ces documents sont rédigées en version préliminaire et distribuées aux membres du WPF pour amendements. Les documents finaux sont enfin débattus dans le cadre d’une réunion du NPF et les amendements recevant plus de 50 % des voix sont adoptés. Tous ces procédés sont supervisés par le comité de politique commune (Joint Policy Committee en anglais) et sont sélectionnés à parité entre le WEC et les ministres du Welsh Labour.
Enfin, l’ultime étape consiste en la présentation des rapports adoptés par la conférence du parti travailliste. Malgré son caractère consultatif, la conférence est un corps souverain qui peut, à la majorité des deux tiers de vote, valider les éléments de politique pour le programme du parti et ainsi les inclure dans le manifeste pour les élections.

## Direction

### Chefs

#### Histoire de la fonction
Le 19 septembre 1998, un membre du Parti travailliste du pays de Galles est désigné pour diriger le mouvement aux élections de l’Assemblée de 1999 dans l’optique de devenir le premier secrétaire de l’Assemblée.
L’élection du chef du mouvement travailliste gallois est dans un premier temps organisée dans des réunions spéciales du parti. En vertu des règles du Parti travailliste, il est désigné par un collège électoral de trois entités distinctes admettant le même poids électoral dans le scrutin (un tiers chacune) : les membres du Parti travailliste gallois ; les élus locaux du parti (c’est-à-dire les membres du Parlement, les membres du Parlement européen et, après les élections de 1999, les membres de l’Assemblée) ; et les syndicats. Ce procédé est ainsi utilisé pour toutes les courses à la direction du parti — à l’exception de celle de 2000 —, à savoir, en 1998, 1999 et 2009,,,,.
Lors d’une conférence spéciale du parti le 15 septembre 2018, les règles d’élection du chef du Parti travailliste gallois sont modifiées. La notion de collège électoral disparaît au profit du one member, one vote (« un membre, un vote », abrégé en OMOV), système dans lequel les personnes participant au scrutin ont une égalité de vote, qu’ils soient membres du parti ou qu’ils représentent un syndicat. Le procédé est utilisé à partir de la course à la direction du parti de 2018,.

#### Liste des chefs du Parti travailliste gallois
| Chef            | Période du mandat                                                | Chef national | Qualité |
| --------------- | ---------------------------------------------------------------- | ------------- | --- |
| Ron Davies      | 19 septembre — 29 octobre 1998 (1 mois et 10 jours)              | Tony Blair    | Membre du Parlement (1983-2001), élu dans la circonscription de Caerphilly Secrétaire d’État pour le Pays de Galles (1997-1998) |
| Alun Michael    | 20 février 1999 — 9 février 2000 (11 mois et 20 jours)           | Tony Blair    | Membre du Parlement (1987-2012), élu dans la circonscription de Cardiff South and Penarth Secrétaire d’État pour le Pays de Galles (1998-1999) Membre de l’Assemblée (1999-2000), élu dans la région électorale de Mid and West Wales Premier secrétaire de l’Assemblée (1999-2000)                                                   |
| Rhodri Morgan   | 11 février 2000 — 1er décembre 2009 (9 ans, 9 mois et 20 jours)  | Tony Blair    | Membre du Parlement (1987-2001), élu dans la circonscription de Cardiff West Membre de l’Assemblée (1999-2011), élu dans la circonscription de Cardiff West Secrétaire au Développement économique (1999-2000) Premier secrétaire de l’Assemblée (2000) Premier ministre (2000-2009) Ministre du Développement économique (2001-2002) |
| Rhodri Morgan   | 11 février 2000 — 1er décembre 2009 (9 ans, 9 mois et 20 jours)  | Gordon Brown  | Membre du Parlement (1987-2001), élu dans la circonscription de Cardiff West Membre de l’Assemblée (1999-2011), élu dans la circonscription de Cardiff West Secrétaire au Développement économique (1999-2000) Premier secrétaire de l’Assemblée (2000) Premier ministre (2000-2009) Ministre du Développement économique (2001-2002) |
| Carwyn Jones    | 1er décembre 2009 — 6 décembre 2018 (9 ans et 5 jours)           | Gordon Brown  | Membre de l’Assemblée puis du Senedd (1999-2021), élu dans la circonscription de Bridgend Ministre des Affaires d’assemblée et de la Communication (2007-2009) Conseiller général et chef parlementaire (2007-2009) Premier ministre (2009-2018)                                                                                      |
| Carwyn Jones    | 1er décembre 2009 — 6 décembre 2018 (9 ans et 5 jours)           | Ed Miliband   | Membre de l’Assemblée puis du Senedd (1999-2021), élu dans la circonscription de Bridgend Ministre des Affaires d’assemblée et de la Communication (2007-2009) Conseiller général et chef parlementaire (2007-2009) Premier ministre (2009-2018)                                                                                      |
| Carwyn Jones    | 1er décembre 2009 — 6 décembre 2018 (9 ans et 5 jours)           | Jeremy Corbyn | Membre de l’Assemblée puis du Senedd (1999-2021), élu dans la circonscription de Bridgend Ministre des Affaires d’assemblée et de la Communication (2007-2009) Conseiller général et chef parlementaire (2007-2009) Premier ministre (2009-2018)                                                                                      |
| Mark Drakeford  | 6 décembre 2018 — 16 mars 2024 (5 ans, 3 mois et 10 jours)       | Jeremy Corbyn | Membre de l’Assemblée puis du Senedd (depuis 2011), élu dans la circonscription de Cardiff West Secrétaire de cabinet aux Finances (2016-2018) Premier ministre (2018-2024) |
| Mark Drakeford  | 6 décembre 2018 — 16 mars 2024 (5 ans, 3 mois et 10 jours)       |               | Membre de l’Assemblée puis du Senedd (depuis 2011), élu dans la circonscription de Cardiff West Secrétaire de cabinet aux Finances (2016-2018) Premier ministre (2018-2024) |
| Vaughan Gething | 16 mars 2024- 24 juillet 2024 (1 an, 2 mois et 27 jours)         | Keir Starmer  | Membre de l’Assemblée puis du Senedd (depuis 2011), élu dans la circonscription de Cardiff South and Penarth Ministre de l’Économie (2021-2024) Premier ministre (2024-2024) |
|                 |                                                                  |               | |
| Eluned Morgan   | En fonction depuis le 24 juillet 2024 (1 an, 2 mois et 27 jours) | Keir Starmer  | Membre de l’Assemblée puis du Senedd (depuis 2016), élu dans la circonscription de Mid and West Wales Ministre Ministre de la Santé et des Services sociaux (2021-2024) Premier ministre (depuis 2024) |

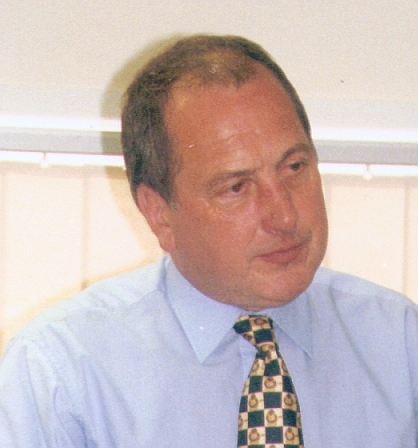
Ron Davies (en 1998)
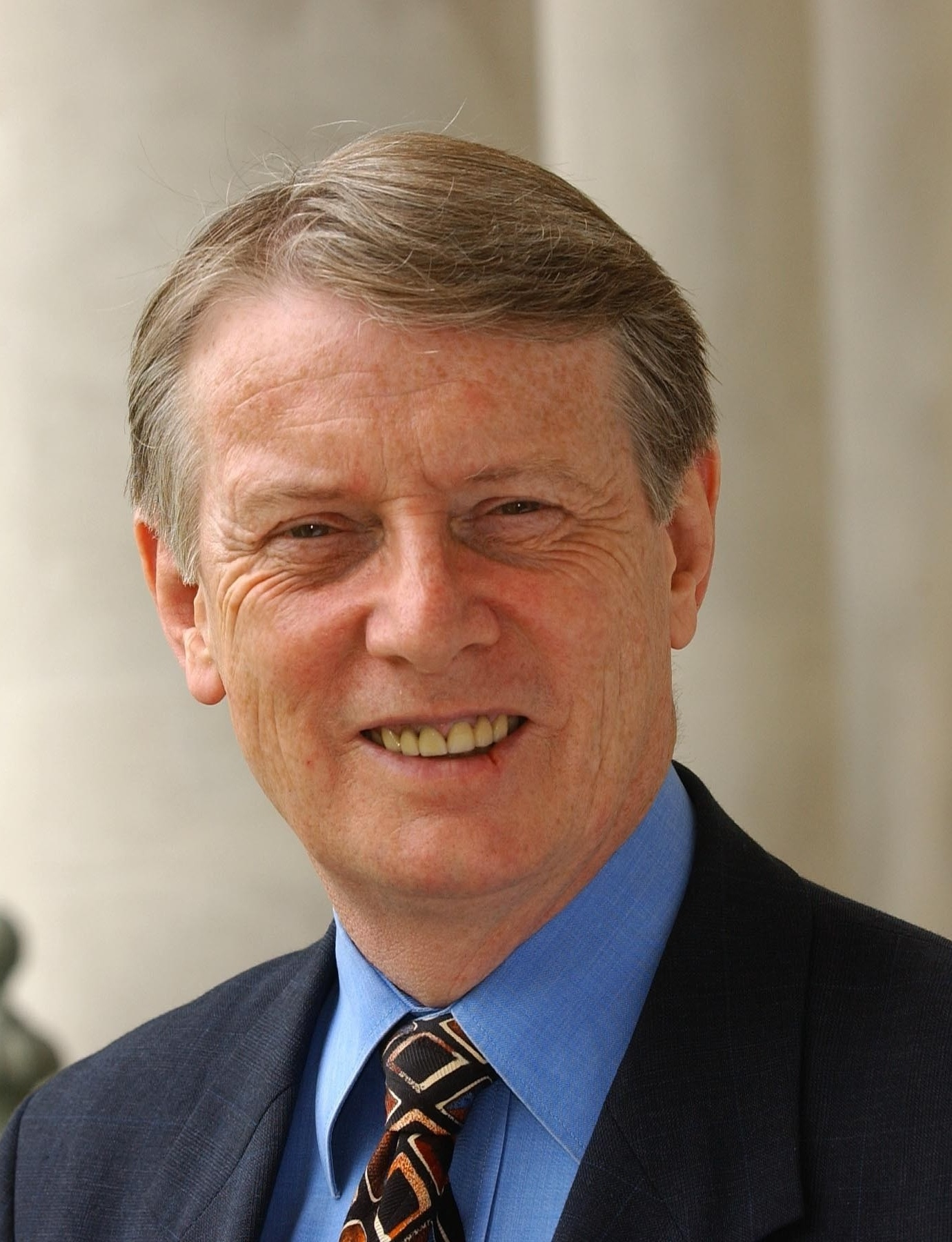
Alun Michael (de 1999 à 2000)
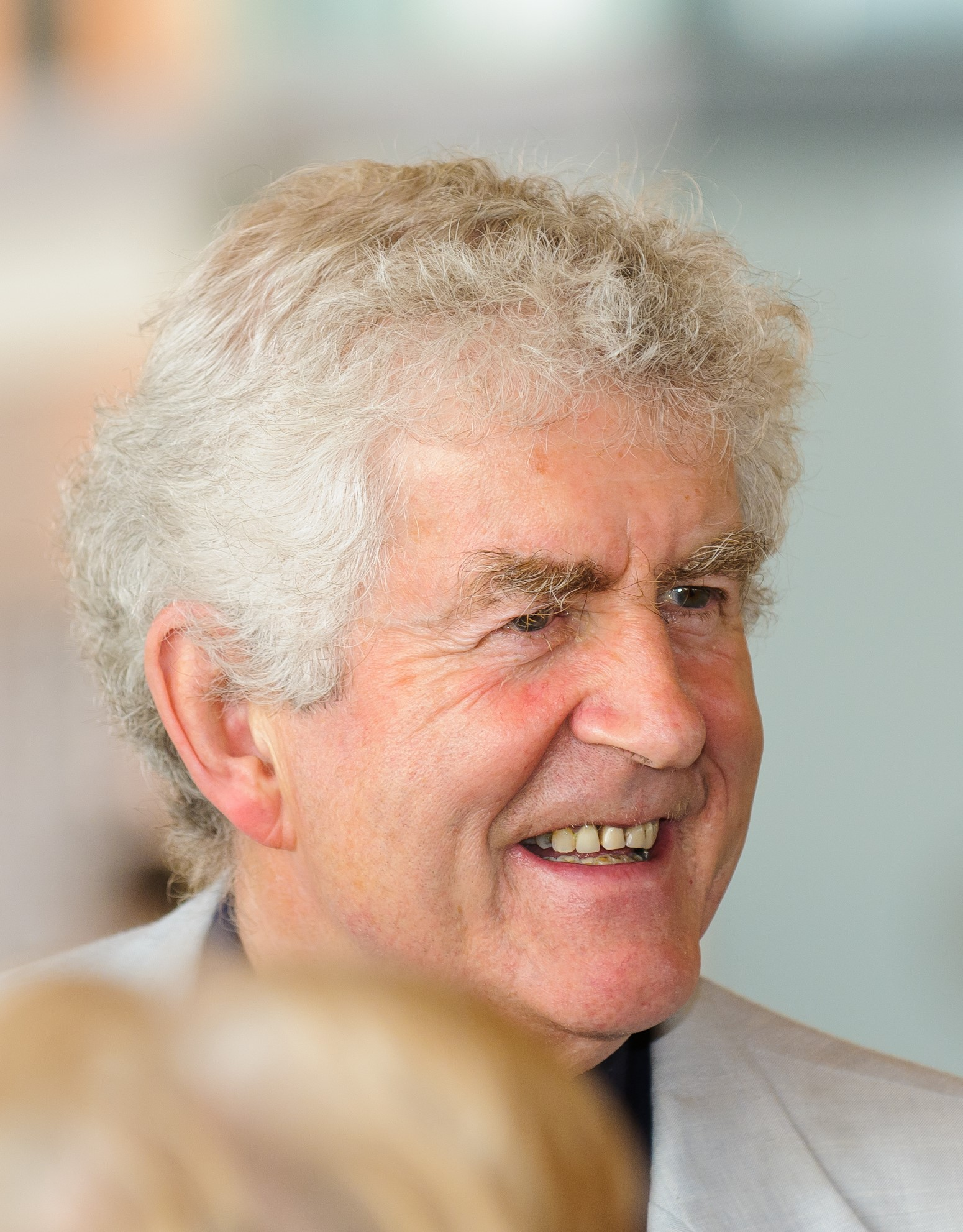
Rhodri Morgan (de 2000 à 2009)
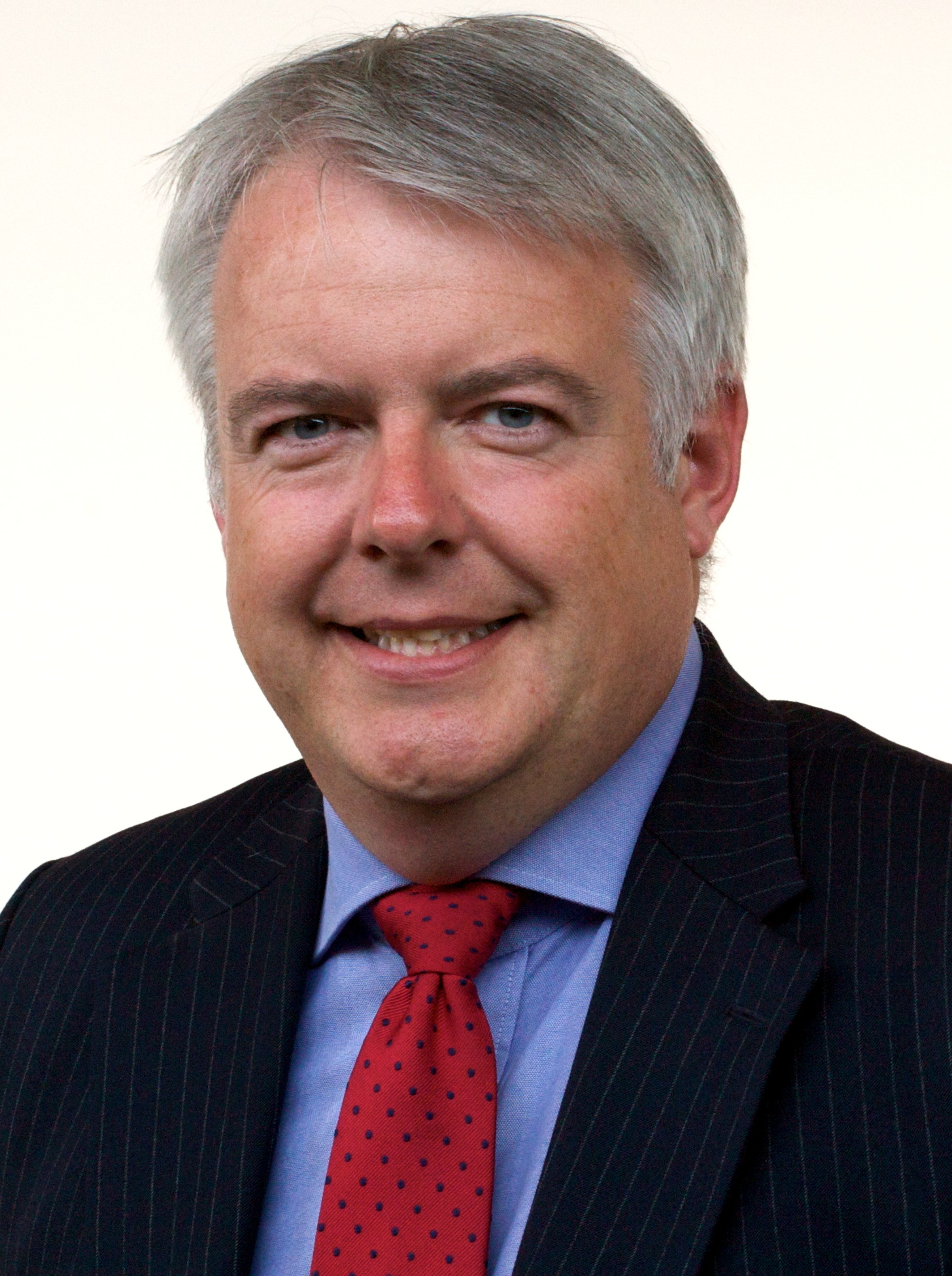
Carwyn Jones (de 2009 à 2018)
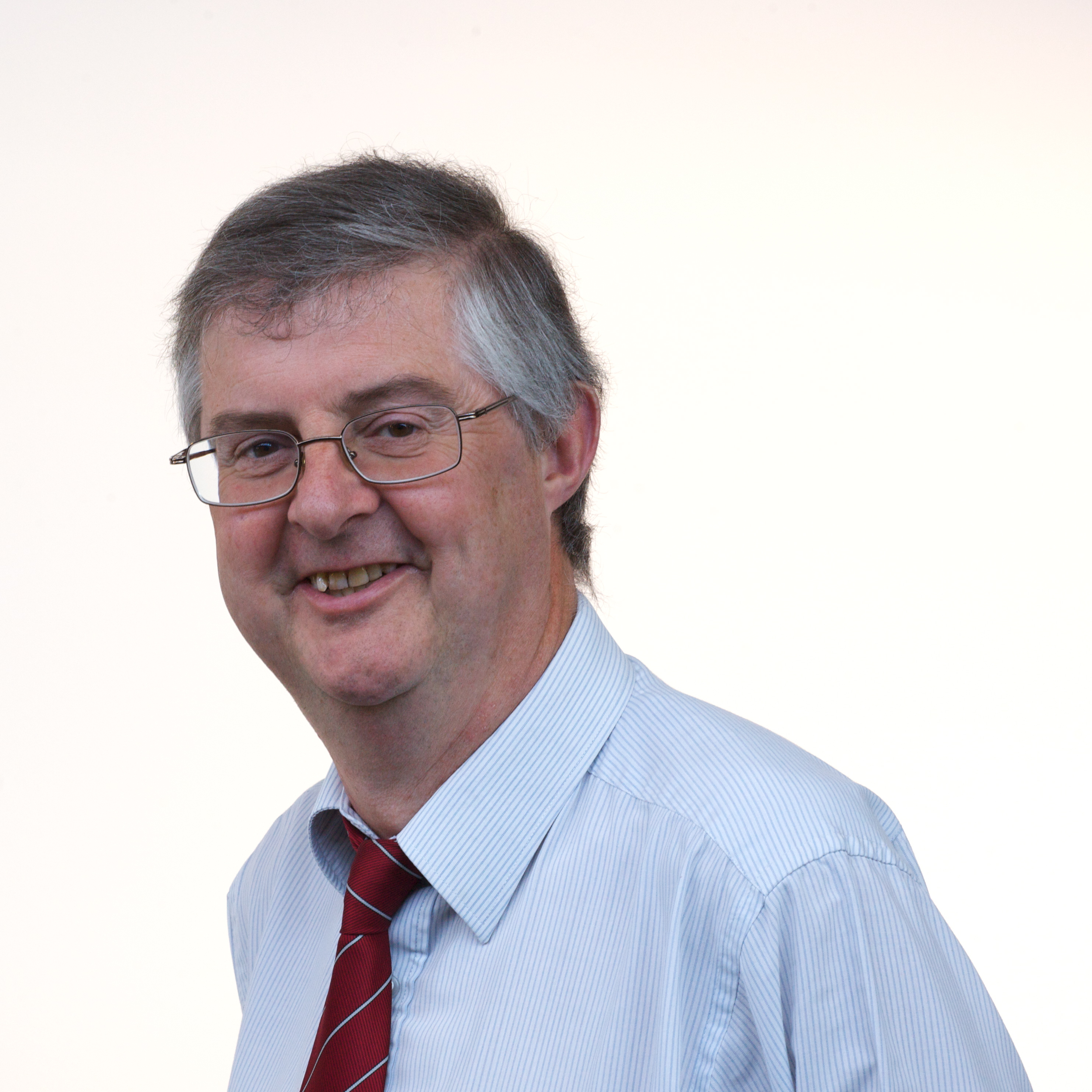
Mark Drakeford (de 2018 à 2024)
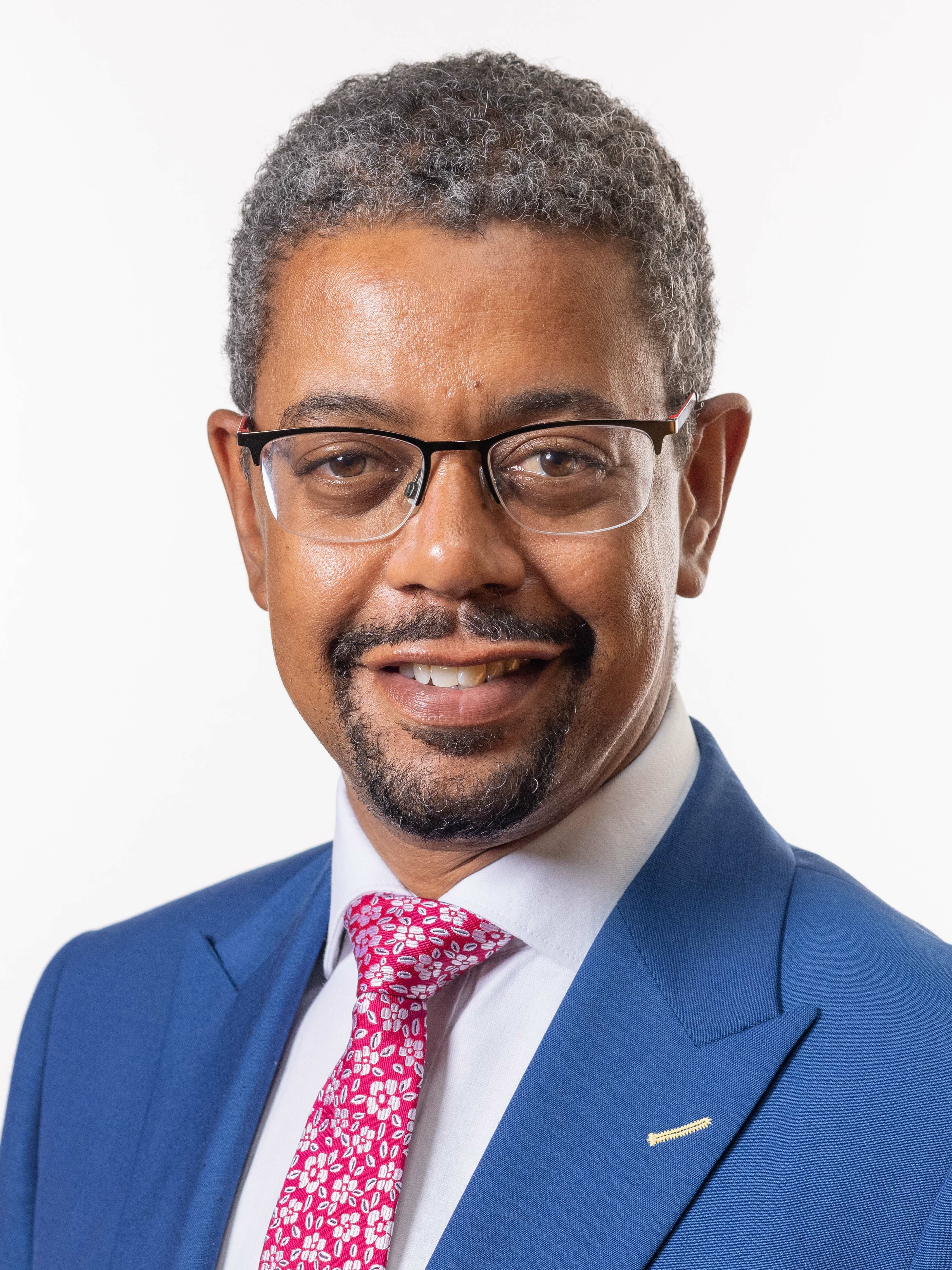
Vaughan Gething (2024-2024)

### Vice-chef

#### Histoire de la fonction
Le poste de vice-chef du mouvement est créé lors de la conférence annuelle du Parti travailliste gallois, le 21 avril 2018,.
Les règles de l’élection du vice-chef sont les mêmes que celles du chef du Parti travailliste gallois. En l’occurrence, en 2018, a été appliquée la règle du collège électoral tripartite ayant une voix pondérée d’un tiers par entité électorale. Aussi, afin de satisfaire à la représentation égale des hommes et des femmes au sein du parti, la personne occupant le poste de vice-chef doit être du sexe opposé à celui du chef du parti,,.

#### Liste des vice-chefs du Parti travailliste gallois
| Vice-chef      | Période du mandat                                               | Chef           | Qualité |
| -------------- | --------------------------------------------------------------- | -------------- | --- |
| Carolyn Harris | En fonction depuis le 21 avril 2018 (7 ans, 1 mois et 22 jours) | Carwyn Jones   | Membre du Parlement (depuis 2015), élue dans la circonscription de Swansea East Ministre fantôme de la Sauvegarde et de la Vulnérabilité (2016-2020) Secrétaire parlementaire privé auprès du chef de l’opposition (2020-2021) |
| Carolyn Harris | En fonction depuis le 21 avril 2018 (7 ans, 1 mois et 22 jours) | Mark Drakeford | Membre du Parlement (depuis 2015), élue dans la circonscription de Swansea East Ministre fantôme de la Sauvegarde et de la Vulnérabilité (2016-2020) Secrétaire parlementaire privé auprès du chef de l’opposition (2020-2021) |

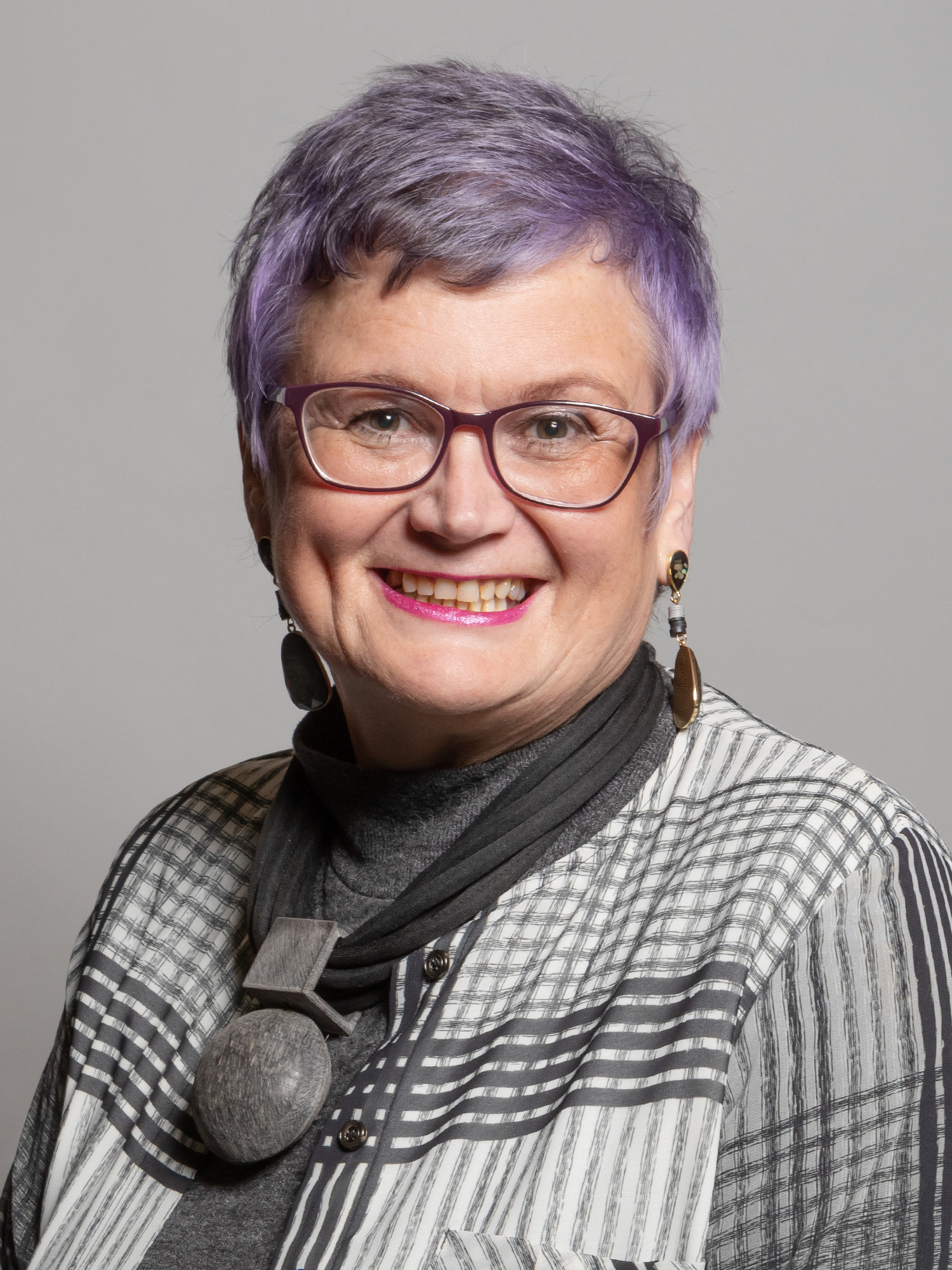
Carolyn Harris (depuis 2018)

### Secrétaires généraux
Le secrétaire général du Parti travailliste gallois est à la tête de l’administration du parti au pays de Galles.
- Cliff Prothero (1947-1965)[α]
- Emrys Jones (1965-1979)[η]
- Hubert Morgan (1979-1984)[η]

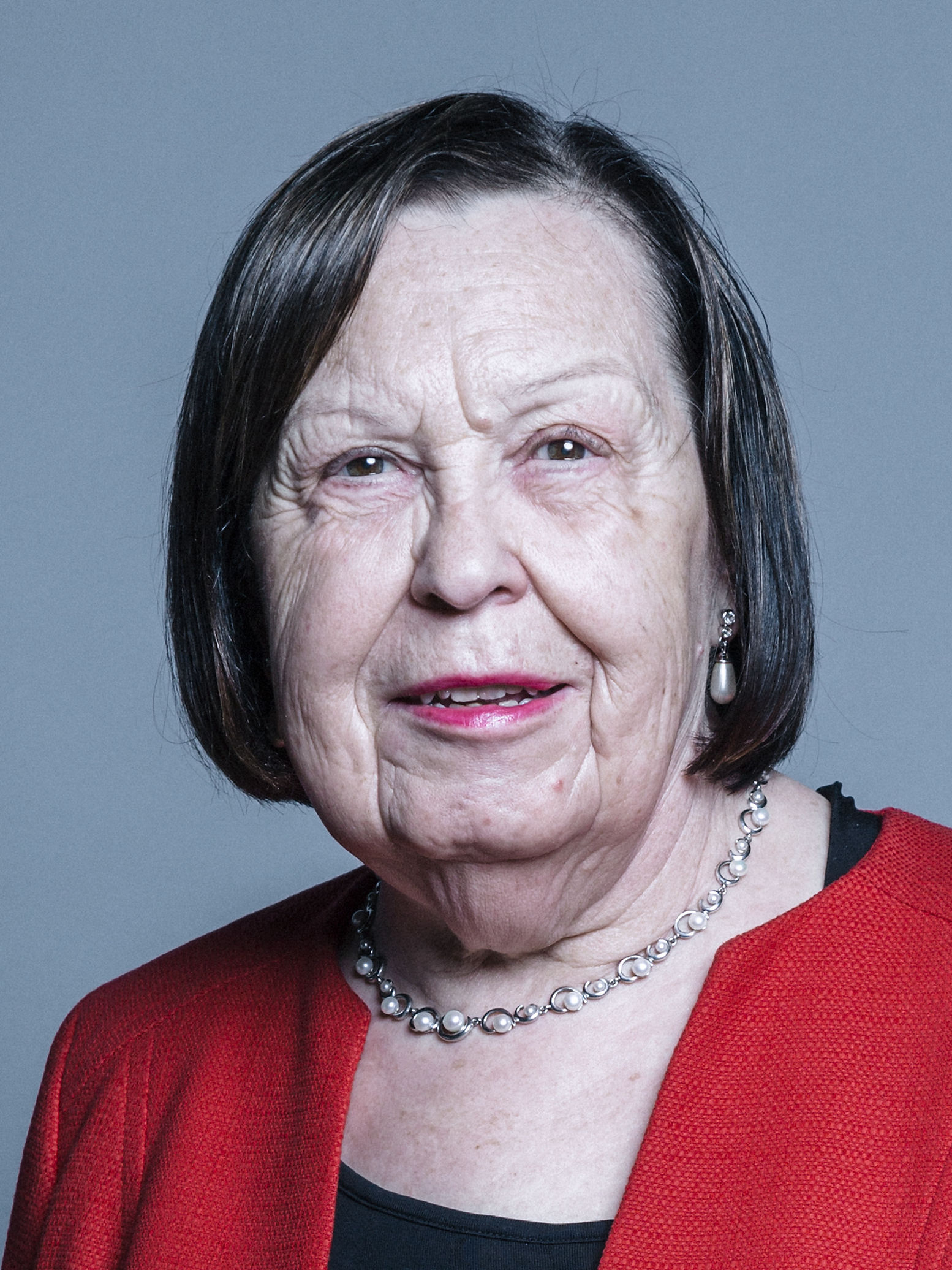
Anita Gale (1984-1999)[θ]
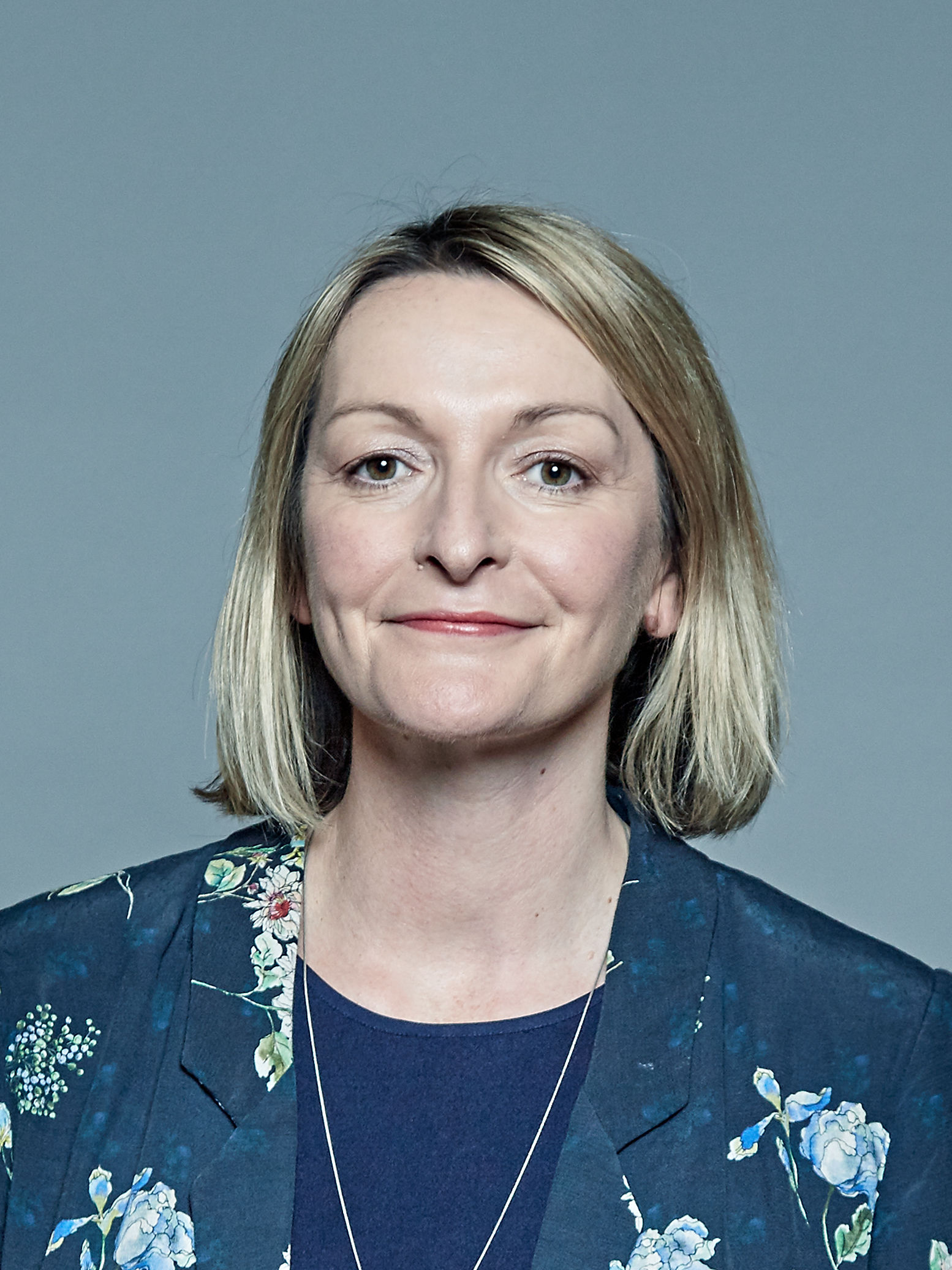
Jessica Morden (1999-2005)
- Chris Roberts (2005-2010)[72]
- David Hagendyk (2010-2017)[73]
- Louise Magee (2017-2022)[74]
- Jo McIntyre (depuis 2022)[75]

- Anita Gale 
 (de 1984 à 1999)
- Jessica Morden 
 (de 1999 à 2005)

## Positionnement politique
À l’instar du Parti travailliste, le Parti travailliste gallois est placé au centre gauche de l’échiquier politique.
Le parti est d’abord considéré comme favorable à la dévolution du pouvoir ou « dévolutionniste » (de l’anglais devolutionist). Aussi, il n’est pas attaché à l’indépendantisme du pays de Galles si bien qu’il est classé parmi les formations unionistes, en d’autres termes, il soutient l’union politique des nations constitutives qu’est le Royaume-Uni. Le mouvement est également traversé par des factions républicaines majoritairement légalistes.
Aussi, le parti se définit comme incarnant le « socialisme du XXIe siècle ». Il prône d’ailleurs une politique originale inspirée du discours de l’eau claire rouge de Rhodri Morgan, distincte de l’orientation des travaillistes au niveau national. Il s’oppose en cela des politiques blairistes issues du New Labour,,.

## Représentation

### Cabinets
| Cabinet                                    | Direction                    | Direction                       | Représentation | Représentation |
| Cabinet                                    | Chef                         | Titre                           | Membres        | %              |
| ------------------------------------------ | ---------------------------- | ------------------------------- | -------------- | -------------- |
| Cabinet fantôme de l’opposition officielle | Keir Starmer (depuis 2020)   | Chef de l’opposition officielle | 1 / 25         | 4,00           |
| Cabinet du Gouvernement gallois            | Mark Drakeford (depuis 2018) | Premier ministre                | 9 / 9          | 88,89          |
| Total des postes détenus                   | Total des postes détenus     | Total des postes détenus        | 9 / 33         | 27,27          |

### Législatures
| Législature              | Statut                     | Direction                      | Direction                | Regroupement                          | Représentation | Représentation |
| Législature              | Statut                     | Chef                           | Titre                    | Regroupement                          | Élus           | %              |
| ------------------------ | -------------------------- | ------------------------------ | ------------------------ | ------------------------------------- | -------------- | -------------- |
| Chambre des communes     | Opposition officielle      | John Cryer (depuis 2015)       | Président                | Parti parlementaire travailliste (en) | 22 / 650       | 3,38           |
| Parlement gallois        | Administration minoritaire | Lesley Griffiths (depuis 2021) | Trefnydd                 | Groupe du Parti travailliste gallois  | 30 / 60        | 50,00          |
| Total des sièges détenus | Total des sièges détenus   | Total des sièges détenus       | Total des sièges détenus | Total des sièges détenus              | 52 / 710       | 7,32           |

### Commissaires policiers et criminels
| Zone territoriale de police    | Commissaire policier et criminel | Représentation | Représentation |  |
| Zone territoriale de police    | Commissaire policier et criminel | Élus           | %              |  |
| ------------------------------ | -------------------------------- | -------------- | -------------- |  |
| Police de Dyfed-Powys (en)     | Non représenté                   |                |                |  |
| Police de Gwent (en)           | Jeffrey Cuthbert (en)            |                |                |  |
| Police des Galles-du-Nord (en) | Andy Dunbobbin (en)              |                |                |  |
| Police des Galles-du-Sud (en)  | Alun Michael                     |                |                |  |
|                                |                                  |                |                |  |
| Total des postes détenus       | Total des postes détenus         | 3 / 4          | 75,00          |  |

### Conseils des zones principales
| Conseil                  | Statut                      | Chef                           | Représentation            | Représentation            |
| Conseil                  | Statut                      | Chef                           | Conseillers               | %                         |
| ------------------------ | --------------------------- | ------------------------------ | ------------------------- | ------------------------- |
| Blaenau Gwent (en)       | Opposition                  | Stephen Thomas (depuis 2015)   | 12 / 41                   | 29,27                     |
| Bridgend (en)            | Administration minoritaire  | Huw David (depuis 2016)        | 26 / 54                   | 48,15                     |
| Caerphilly (en)          | Administration majoritaire  | Philippa Marsden (depuis 2019) | 49 / 73                   | 67,12                     |
| Cardiff                  | Administration majoritaire  | Huw Thomas (depuis 2017)       | 38 / 75                   | 50,67                     |
| Carmarthenshire          | Opposition                  | Rob James (depuis 2018)        | 17 / 74                   | 22,97                     |
| Ceredigion (en)          | Non représenté au conseil   | Non représenté au conseil      | Non représenté au conseil | Non représenté au conseil |
| Conwy (en)               | Opposition                  | Chris Hughes (depuis 2012)     | 6 / 59                    | 10,17                     |
| Denbighshire (en)        | Opposition                  | Joan Butterfield (depuis 2012) | 11 / 47                   | 23,40                     |
| Flintshire               | Administration minoritaire  | Ian Roberts (depuis 2019)      | 34 / 70                   | 48,57                     |
| Gwynedd                  | Opposition                  | Poste inexistant               | 1 / 75                    | 1,33                      |
| Isle of Anglesey (en)    | Opposition                  | Arwel Roberts (depuis 2013)    | 2 / 30                    | 6,67                      |
| Merthyr Tydfil (en)      | Opposition                  | Darren Roberts (depuis 2018)   | 15 / 33                   | 45,45                     |
| Monmouthshire            | Opposition                  | Dimitri Batrouni (depuis 2013) | 10 / 43                   | 23,26                     |
| Neath Port Talbot (en)   | Administration majoritaire  | Rob Jones (depuis 2017)        | 38 / 64                   | 59,38                     |
| Newport                  | Administration majoritaire  | Jane Mudd (depuis 2019)        | 30 / 50                   | 60,00                     |
| Pembrokeshire (en)       | Administration de coalition | Paul Miller (depuis 2012)      | 7 / 60                    | 11,67                     |
| Powys (en)               | Opposition                  | Matthew Dorrance (depuis 2017) | 8 / 73                    | 10,96                     |
| Rhondda Cynon Taf (en)   | Administration majoritaire  | Andrew Morgan (depuis 2014)    | 46 / 75                   | 61,33                     |
| Swansea (en)             | Administration majoritaire  | Rob Stewart (depuis 2014)      | 47 / 72                   | 65,28                     |
| Torfaen (en)             | Administration majoritaire  | Anthony Hunt (depuis 2017)     | 27 / 44                   | 61,36                     |
| Vale of Glamorgan        | Administration de coalition | Neil Moore (depuis 2012)       | 14 / 47                   | 29,78                     |
| Wrexham (en)             | Opposition                  | Dana Davies (depuis 2015)      | 11 / 52                   | 21,15                     |
|                          |                             |                                |                           |                           |
| Total des sièges détenus | Total des sièges détenus    | Total des sièges détenus       | 449 / 1253                | 35,83                     |

## Structures internes

### Adhérents
Les membres du Parti travailliste gallois sont les adhérents du Parti travailliste résidant au pays de Galles.
En novembre 2018, le nombre d’adhérents est évalué à 25 000 selon le parti.
| Année  | 1945   | 1950   | 1955   | 1960   | 1963   | 1999   | 2010   | 2018   |
| Nombre | 31 000 | 44 000 | 38 000 | 36 000 | 42 000 | 25 000 | 11 000 | 25 000 |

### Mouvements internes
Le Parti travailliste gallois dispose de mouvements internes dotés d’une certaine indépendance dans leurs actions et représentés au comité exécutif gallois.
Le mouvement de jeunesse, appelé la Jeunesse galloise travailliste (« Welsh Young Labour »), s’organise dans les partis travaillistes de circonscription. Affiliée au niveau national à la Jeunesse travailliste (en), elle est dirigée par Emily Owen,,.
L’organisation étudiante est connue sous le nom d’Étudiants du Parti travailliste gallois (« Welsh Labour Students » en anglais et « Llafur Myfyrwyr » en gallois), incorporée quant à elle aux Étudiants travaillistes (en). Contrairement à l’organisation de jeunesse, elle est représentée par des groupes au sein des différentes villes du pays de Galles dotées de campus universitaires. Le mouvement étudiant est présidé depuis 2019 par Shaun Bendle,,.
Les personnes lesbiennes, gays, bisexuelles et transgenres sont structurées autour de la Campagne travailliste pour les droits des lesbiennes, gays, bisexuels et transgenres du pays de Galles (« Wales Labour Campaign for Lesbian, Gay, Bisexual and Transgender Rights » en anglais, abrégée en 
LGBT+ Labour Wales). Elle est représentée au comité national des LGBT+ Labour (en) par deux co-présidents, Madeleine Rees et Lu Thomas.
Enfin, le Parti travailliste gallois détient des comités spécifiques comme le comité des femmes (Welsh Labour Women’s Committee en anglais) et le comité noir, asiatique et minorité ethnique (Welsh Labour BAME Committee en anglais).

### Organisations affiliées
Plusieurs syndicats professionnels (la Communication Workers Union (en), Community (en), GMB (en), Unison, Unite ou l’USDAW (en)), des sociétés socialistes ou encore les membres locaux du Parti coopératif sont considérés comme des organisations affiliées au Parti travailliste gallois. Elles disposent d’un pouvoir important dans le processus de nomination des instances du Parti travailliste gallois et sont représentées au comité exécutif gallois,,.

### Siège
Le siège du Parti travailliste gallois est sis au 1, Cathedral Road, à Cardiff.

## Identité visuelle
À partir de 1986, le Parti travailliste est doté d’un logotype conçu par Peter Mandelson, Michael Wolff et Philip Sutton. L’identité visuelle utilisée dès lors par le parti est une rose rouge inspirée du logotype de la Confédération des partis socialistes de la Communauté européenne,,.
Le logotype propre au Labour gallois est adopté à l’issue de la conférence annuelle des 24 et 25 mars 2000, alors que le parti souhaite se donner une image plus galloise et contrer Plaid Cymru, qui s’auto-intitule The Party of Wales (le « Parti du pays de Galles »). Le nouveau slogan de la formation politique, Welsh Labour: The True Party of Wales (le « Parti travailliste gallois : le vrai parti du pays de Galles »), est ainsi envisagé comme un affront à l’encontre de Plaid,,,,.
Le 11 mai 2007, le lendemain de l’annonce de la démission de Tony Blair comme chef du Parti travailliste, les instances partisanes abandonnent le slogan de New Labour New Britain pour une nouvelle version du logotype reprenant une rose,. Une adaptation du logotype est homologuée par les travaillistes gallois à compter de cette date.

Logotype (de 2000 à 2007)
Logotype (depuis 2007)

## Résultats électoraux

### Élections du Parlement européen
Les résultats suivants ne tiennent compte que des circonscriptions situées au pays de Galles.
| Année | Tour unique | Tour unique | Tour unique | Nombre de circonscriptions | Sièges |
| Année | Voix        | %           | Rang        | Nombre de circonscriptions | Sièges |
| ----- | ----------- | ----------- | ----------- | -------------------------- | ------ |
| 1979  | 294 978     | 41,54       | 1er         | 4                          | 3 / 4  |
| 1984  | 375 382     | 44,46       | 1er         | 4                          | 3 / 4  |
| 1989  | 436 730     | 48,93       | 1er         | 4                          | 4 / 4  |
| 1994  | 530 749     | 55,86       | 1er         | 5                          | 5 / 5  |
| 1999  | 199 690     | 31,88       | 1er         | Unique                     | 2 / 5  |
| 2004  | 297 810     | 32,45       | 1er         | Unique                     | 2 / 4  |
| 2009  | 138 852     | 20,28       | 2e          | Unique                     | 1 / 4  |
| 2014  | 206 332     | 28,15       | 1er         | Unique                     | 1 / 4  |
| 2019  | 127 833     | 15,29       | 3e          | Unique                     | 1 / 4  |

Diagramme d’évolution des pourcentages de voix et de sièges du Parti travailliste gallois aux élections européennes
Le graphique qui aurait dû être présenté ici ne peut pas être affiché car il utilise l'ancienne extension Graph, désactivée pour des questions de sécurité. Des indications pour créer un nouveau graphique avec la nouvelle extension Chart sont disponibles ici.

### Élections générales de la Chambre des communes
Les résultats suivants ne tiennent compte que des circonscriptions situées au pays de Galles.
| Année          | Tour unique | Tour unique | Tour unique | Sièges  | Position                                             |
| Année          | Voix        | %           | Rang        | Sièges  | Position                                             |
| -------------- | ----------- | ----------- | ----------- | ------- | ---------------------------------------------------- |
| 1950           | 880 000     | 58,10       | 1er         | 27 / 36 | Gouvernements majoritaires : Atlee I et II           |
| 1951           | 925 800     | 60,50       | 1er         | 27 / 36 | Opposition officielle (Churchill III)                |
| 1955           | 825 700     | 57,60       | 1er         | 27 / 36 | Opposition officielle (Eden, Macmillan I)            |
| 1959           | 841 450     | 56,43       | 1er         | 27 / 36 | Opposition officielle (Macmillan II et Douglas-Home) |
| 1964           | 837 022     | 57,84       | 1er         | 28 / 36 | Gouvernement majoritaire : Wilson I                  |
| 1966           | 863 692     | 60,68       | 1er         | 32 / 36 | Gouvernement majoritaire : Wilson II                 |
| 1970           | 781 941     | 51,56       | 1er         | 27 / 36 | Opposition officielle (Heath)                        |
| 1974 (février) | 745 547     | 46,78       | 1er         | 24 / 36 | Gouvernement minoritaire : Wilson III                |
| 1974 (octobre) | 761 447     | 49,51       | 1er         | 23 / 36 | Gouvernements majoritaires : Wilson IV et Callaghan  |
| 1979           | 795 493     | 48,61       | 1er         | 22 / 36 | Opposition officielle (Thatcher I)                   |
| 1983           | 603 858     | 37,53       | 1er         | 20 / 38 | Opposition officielle (Thatcher II)                  |
| 1987           | 765 209     | 45,06       | 1er         | 24 / 38 | Opposition officielle (Thatcher III)                 |
| 1992           | 865 663     | 49,50       | 1er         | 27 / 38 | Opposition officielle (Major I et II)                |
| 1997           | 885 935     | 54,68       | 1er         | 34 / 40 | Gouvernement majoritaire : Blair I                   |
| 2001           | 666 956     | 48,60       | 1er         | 34 / 40 | Gouvernement majoritaire : Blair II                  |
| 2005           | 594 821     | 42,71       | 1er         | 29 / 40 | Gouvernements majoritaires : Blair III et Brown      |
| 2010           | 531 601     | 36,24       | 1er         | 26 / 40 | Opposition officielle (Cameron I)                    |
| 2015           | 552 473     | 36,88       | 1er         | 25 / 40 | Opposition officielle (Cameron II et May I)          |
| 2017           | 771 354     | 48,95       | 1er         | 28 / 40 | Opposition officielle (May II et Johnson I)          |
| 2019           | 632 035     | 40,93       | 1er         | 22 / 40 | Opposition officielle (Johnson II)                   |

Diagramme d’évolution des pourcentages de voix et de sièges du Parti travailliste gallois aux élections générales britanniques
Le graphique qui aurait dû être présenté ici ne peut pas être affiché car il utilise l'ancienne extension Graph, désactivée pour des questions de sécurité. Des indications pour créer un nouveau graphique avec la nouvelle extension Chart sont disponibles ici.

### Élections de l’Assemblée et du Senedd
| Année | Circonscriptions | Circonscriptions | Circonscriptions | Régions | Régions | Régions | Sièges  | Position |
| Année | Voix             | %                | Rang             | Voix    | %       | Rang    | Sièges  | Position |
| ----- | ---------------- | ---------------- | ---------------- | ------- | ------- | ------- | ------- | --- |
| 1999  | 384 671          | 37,59            | 1er              | 361 657 | 35,46   | 1er     | 28 / 60 | Cabinets minoritaires (1999-2000) : Michael et Morgan I Cabinet de coalition (2000-2003) : Morgan II                     |
| 2003  | 340 515          | 40,04            | 1er              | 310 658 | 36,57   | 1er     | 30 / 60 | Cabinet minoritaire : Morgan III                                                                                         |
| 2007  | 314 925          | 32,20            | 1er              | 288 954 | 29,64   | 1er     | 26 / 60 | Gouvernement minoritaire (2007) : Morgan I Gouvernements de coalition (2007-2011) : Morgan II et Jones I                 |
| 2011  | 401 677          | 42,32            | 1er              | 349 935 | 36,88   | 1er     | 30 / 60 | Gouvernement minoritaire : Jones II                                                                                      |
| 2016  | 353 865          | 34,71            | 1er              | 319 196 | 31,46   | 1er     | 29 / 60 | Gouvernement minoritaire (2016-2017) : Jones III Gouvernements « de coalition » (depuis 2017) : Jones III et Drakeford I |
| 2021  | 443 047          | 39,86            | 1er              | 401 770 | 36,39   | 1er     | 30 / 60 | Gouvernement minoritaire : Drakeford II                                                                                  |

Diagramme d’évolution des pourcentages de voix et de sièges du 
Parti travailliste gallois aux élections et élections générales galloises
Le graphique qui aurait dû être présenté ici ne peut pas être affiché car il utilise l'ancienne extension Graph, désactivée pour des questions de sécurité. Des indications pour créer un nouveau graphique avec la nouvelle extension Chart sont disponibles ici.

### Élections des commissaires policiers et criminels
Les résultats suivants ne tiennent compte que des circonscriptions situées au pays de Galles.
| Année     | 1er tour | 1er tour | 2e tour          | 2e tour | Sièges |
| Année     | Voix     | %        | Voix transférées | %       | Sièges |
| --------- | -------- | -------- | ---------------- | ------- | ------ |
| 2012 (en) | 144 805  | 41,70    | 10 983           | 26,34   | 1 / 4  |
| 2016 (en) | 328 113  | 34,11    | 72 454           | 44,02   | 2 / 4  |
| 2021 (en) | 370 377  | 35,10    | 45 416           | 25,71   | 3 / 4  |